# Sikorsky S-10
Die Sikorsky S-10 war ein russisches Militärflugzeug aus dem ersten Jahrzehnt des 20. Jahrhunderts.

## Geschichte
Nachdem Igor Sikorski mit der Sikorsky S-6 ein erstes erfolgreiches Muster beim russischen Militär platzieren konnte, versuchte er eine direkte Weiterentwicklung zur S-10. Die S-10 hatte einen schwächeren Motor und eine leichtere Struktur. 1913 konnte die Maschine zahlreiche russische Rekorde für Reichweite und Flugdauer aufstellen und den damaligen Militärflugzeugwettbewerb gewinnen, obwohl ihre Leistungen insgesamt etwas schlechter waren als die der bereits vorhandenen S-6A und S-6B. Zwei S-10 erhielten versuchsweise einen stärkeren deutschen Argus-Motor mit 100 PS. Insgesamt wurden 16 S-10 gebaut.
Als S-10A wurde eine Ausführung mit kleineren Flügeln und hintereinander sitzender zweiköpfiger Besatzung bezeichnet. Sie hatte einen 125 PS starken Anzani-Motor und war deutlich schneller als die S-10. Später wurde sie mit einem 100 PS starken Gnome Monosoupape und mit Schwimmern versehen. Von dieser Wasserflugzeugausführung wurden schließlich sechs weitere Maschinen gebaut.

## Technische Daten
| Kenngröße             | Daten                                                               |
| --------------------- | ------------------------------------------------------------------- |
| Länge                 | 8,30 m                                                              |
| Spannweite            | 16,90 m oben 12,00 m unten                                          |
| Tragflügelfläche      | 46,00 m²                                                            |
| Leermasse             | 567 kg                                                              |
| Startmasse            | 1011 kg                                                             |
| Flächenbelastung      | 22,00 kp/m²                                                         |
| Leistungsgewicht      | 12,70 kg/PS                                                         |
| Triebwerk             | ein luftgekühlter 7-Zylinder-Umlaufmotor Gnome, 80 PS Startleistung |
| Höchstgeschwindigkeit | 99 km/h in Bodennähe                                                |
| Steigzeit auf 500 m   | 5:20 min                                                            |
| Besatzung             | 3                                                                   |